# 15342 Assisi
15342 Assisi (1994 GD10) là một tiểu hành tinh vành đai chính được phát hiện ngày 3 tháng 4 năm 1994 bởi F. Borngen ở Tautenburg.